# Trathala
Trathala is een geslacht van insecten uit de orde vliesvleugeligen (Hymenoptera) en de familie Ichneumonidae.

## Soorten
- T. abraxa Gauld, 2000
- T. acrobasis Dasch, 1979
- T. aella Gauld, 2000
- T. agnielae Rousse & Villemant, 2011
- T. agnina (Kerrich, 1959)
- T. anfracta Dasch, 1979
- T. angulosa Dasch, 1979
- T. annulicornis (Tosquinet, 1896)
- T. assita Dasch, 1979
- T. australis Dasch, 1979
- T. avila Gauld, 2000
- T. betuna Gauld, 2000
- T. carmena Gauld, 2000
- T. celena Gauld, 2000
- T. clara Dasch, 1979
- T. concolor (Szepligeti, 1905)
- T. cupreata Dasch, 1979
- T. cypete (Morley, 1917)
- T. davisi Dasch, 1979
- T. delicata (Cresson, 1872)
- T. diva Gauld, 2000
- T. enigmatica Dasch, 1979
- T. exigua Dasch, 1979
- T. extensor Dasch, 1979
- T. flaca Gauld, 2000
- T. flava (Cameron, 1906)
- T. flaviceps

Trathala flaviceps (Cameron) (Cameron, 1911)
Trathala flaviceps (Enderlein) (Enderlein, 1921)
- T. flavithorax (Enderlein, 1914)
- T. flavoorbitalis (Cameron, 1907)
- T. fornicata Dasch, 1979
- T. furvescens Dasch, 1979
- T. gifa Gauld, 2000
- T. gracilipes (Motschoulsky, 1863)
- T. granulata (Davis, 1898)
- T. hapaliae (Cushman, 1934)
- T. hartii (Ashmead, 1895)
- T. henryi Gauld, 2000
- T. hierochontica (Schmiedeknecht, 1910)
- T. hora Gauld, 2000
- T. imitator Dasch, 1979
- T. insignis Dasch, 1979
- T. jimenezi Gauld, 2000
- T. jurva Gauld, 2000
- T. karma Gauld, 2000
- T. kula Gauld, 2000
- T. lachaisae Rousse, Villemant & Seyrig, 2011
- T. laticlypeata Dasch, 1979
- T. latithorax (Cushman, 1920)
- T. leptomera Dasch, 1979

- T. lisa Gauld, 2000
- T. lurida (Enderlein, 1921)
- T. maritzai Gauld, 2000
- T. martini Dasch, 1979
- T. matsumuraeana (Uchida, 1932)
- T. melanostoma (Cameron, 1906)
- T. meridionalis Dasch, 1979
- T. mimouna Rousse, Villemant & Seyrig, 2011
- T. miniatithorax (Enderlein, 1921)
- T. moira Gauld, 2000
- T. nigra (Szepligeti, 1906)
- T. nigrifrons (Cameron, 1909)
- T. nirvanai Gauld, 2000
- T. nora Gauld, 2000
- T. noxiosa (Morley, 1913)
- T. obesa (Cushman, 1920)
- T. ocala Dasch, 1979
- T. ocypeta Gauld, 2000
- T. omega Dasch, 1979
- T. ophelia Gauld, 2000
- T. orchestotrichias Rousse, Villemant & Seyrig, 2011
- T. oregona Dasch, 1979
- T. orophila Dasch, 1979
- T. ozymandi Gauld, 2000
- T. parallela Dasch, 1979
- T. paula Gauld, 2000
- T. pequena Gauld, 2000
- T. perdita Dasch, 1979
- T. peritana Gauld, 2000
- T. peroneae Dasch, 1979
- T. puncta (Morley, 1912)
- T. quavata Gauld, 2000
- T. quemadoi Gauld, 2000
- T. recurvariae Dasch, 1979
- T. reena Gauld, 2000
- T. rostrata (Cushman, 1917)
- T. rubeo (Lopez Cristobal, 1938)
- T. ruficornis Dasch, 1979
- T. sara Gauld, 2000
- T. senegalensis (Blanchard, 1840)
- T. specula Gauld, 2000
- T. striata Cameron, 1899
- T. sulcifera Dasch, 1979
- T. suspirae Gauld, 2000
- T. suzana Gauld, 2000
- T. tanya Gauld, 2000
- T. tetralophae (Cushman, 1917)
- T. tremula Gauld, 2000
- T. unicolor Dasch, 1979
- T. washingtoni Dasch, 1979
- T. yaqui Gauld, 2000